# Formatie van Tielt
De Formatie van Tielt of Tielt Formatie (sic, afkorting: Tt; genoemd naar Tielt in West-Vlaanderen) is een geologische formatie in de Belgische ondergrond.

## Voorkomen
De Formatie van Tielt komt voor in het grootste deel van centraal en westelijk België. De formatie dagzoomt in het noorden van Henegouwen, in het zuiden en midden van Oost- en West-Vlaanderen en het westen van Vlaams- en Waals-Brabant. In het dagzoomgebied van de Formatie van Tielt liggen talrijke steenbakkerijen, zoals Steenbakkerij Ampe in Egem of Steenbakkerij Desimpel in Kortemark. In de Kempen komt de Formatie van Tielt voor in de diepere ondergrond, in Limburg is het afwezig.

## Kenmerken
De formatie werd afgezet tijdens het Midden- tot Laat-Ypresiaan (Vroeg-Eoceen, rond 50 miljoen jaar geleden) en kan beschreven worden als mariene sedimenten met nadruk op de siltfractie, met een zandig pakket onderaan, een compacte kleilaag in het midden en een typisch silt bovenaan. Lokaal komen verhardingen voor, siltstenen gekend als 'veldstenen'. De Formatie van Tielt vormt een maximaal 50 meter dik pakket en verdunt naar het oosten.

## Stratigrafie
De Formatie van Tielt wordt onderverdeeld in drie leden: onderaan het Silt van Kortemark, dan de Klei van Egemkapel en tot slot het Zand van Egem (glauconiethoudend fijn zand). De formatie ligt boven op de Formatie van Kortrijk. Boven de Formatie van Tielt ligt in noordwesten van België de Formatie van Gentbrugge (mariene klei en silt uit het late Ypresiaan). Samen met de formaties van Kortrijk en Gentbrugge vormt de Formatie van Tielt de Ieper Groep, waar het Ypresiaan (Ypres is de Franse naam voor Ieper) naar genoemd is. Waar de Formatie van Gentbrugge afwezig is ligt soms de jongere Formatie van Brussel (zanden en kalken uit het Lutetiaan) direct boven op de Formatie van Tielt.